# ألفرد إدوين فينتر
ألفرد إدوين فينتر (بالإنجليزية: Alfred Winter)‏ هو سياسي أسترالي وبريطاني (وحمل سابقاً جنسية المملكة المتحدة لبريطانيا العظمى وأيرلندا)، ولد في 18 نوفمبر 1862، وتوفي في 11 يونيو 1939. حزبياً، نشط في حزب العمال الأسترالي (فرع جنوب أستراليا) ‏. وقد انتخب عضو مجلس النواب جنوب أستراليا من الجمعية عن دائرة Electoral district of Wallaroo ‏ وقد انضم خلال فترته النيابية (27 مايو 1905 – 9 فبراير 1912) للكتلة البرلمانية حزب العمال الأسترالي (فرع جنوب أستراليا) ‏.